# سرخس‌های شاخی
سرخس‌های شاخی (نام علمی: Ceratopteris) نام یک سرده از تیره پرسرخسیان است.